# Costa Rica i olympiska sommarspelen 2000
Costa Rica deltog i de olympiska sommarspelen 2000 med en trupp bestående av sju deltagare, fem män och tre kvinnor, och de tog totalt två medaljer.

## Medaljer

### Brons
- Claudia Poll - Simning, 200 m frisim
- Claudia Poll - Simning, 400 m frisim

## Cykling
Mountainbike
Herrarnas terränglopp
- José Adrian Bonilla
  - Final — 2:30:02.72 (→ 33;e plats)

## Friidrott
Herrarnas maraton
- José Luis Molina
  - Final — 2:20:37 (→ 39:e plats)

## Tennis
Herrsingel
- Juan Antonio Marín

## Triathlon
Damernas triathlon
- Karina Fernández — Fullföljde inte